# Ommata brasiliensis
Ommata brasiliensis är en skalbaggsart som beskrevs av Fisher 1947. Ommata brasiliensis ingår i släktet Ommata och familjen långhorningar. Inga underarter finns listade i Catalogue of Life.